# 李建成 (1964年)
李建成（1964年12月—），出生于内蒙古集宁市，籍贯山西省左云县，中国大地测量学家，曾任武汉大学党委常委、副校长，2022年9月任中南大学校长、党委副书记。1993年毕业于武汉测绘科技大学，获工学博士学位。2011年当选为中国工程院院士。